# Haitianisch-iranische Beziehungen
Die haitianisch-iranischen Beziehungen beschreiben das bilaterale Verhältnis zwischen der Republik Haiti einerseits und der Islamischen Republik Iran andererseits.
Die im Jahr 1804 von Frankreich unabhängig gewordene Republik Haiti und der nach dem Ersten Weltkrieg als Persien konsolidierte Staat, der im Jahr 1979 die konstitutionelle Monarchie im Rahmen der islamischen Revolution beseitigte und zur Islamischen Republik Iran wurde, unterhalten seit 1974 diplomatische Beziehungen.
Es wurden keine diplomatischen oder konsularischen Vertretungen in dem jeweils anderen Land eingerichtet. Der Iran nahm die Beziehungen zu Haiti auf dem Weg der Nebenakkreditierung seines Botschafters in Venezuela wahr.
Bei Aufnahme der diplomatischen Beziehungen regierte Jean-Claude Duvalier in Haiti diktatorisch und im Iran war Schah Mohammad Reza Pahlavi an der Macht. Die tiefgreifenden Veränderungen, die seitdem in beiden Ländern eingetreten sind, begründen die Tatsache, dass seit der Formalisierung der Beziehungen weder im politischen noch im wirtschaftlichen oder kulturellen Bereich nennenswerte Zusammenarbeit oder bilaterale Initiativen zu beobachten waren.